# Wimbledon F.C.
O Wimbledon Football Club foi um clube profissional inglês da região sul da cidade de Londres, do bairro de Wimbledon. O clube foi fundado em 1889 (como Wimbledon Old Central Football Club) e foi amador até 1977, quando entrou para a The Football League, na divisão mais baixa até então - a quarta.
Em uma ascensão meteórica, conseguiu promoções a partir de 1982 e chegou finalmente à divisão de elite em 1986. Dois anos depois, venceu o poderoso Liverpool na final da FA Cup (com gol de Lawrie Sanchez), sendo um dos únicos clubes a ter vencido tanto a FA Cup profissional quanto a amadora (esta vencida em 1963). Permaneceu seguidamente na elite inglesa até 2000, sendo que desde 1991 não jogava mais em seu campo habitual - o Plough Lane. A razão foi uma recomendação de que todos os clubes das altas divisões tivessem estádios totalmente com assentos.
Com isso, o Wimbledon fez um acordo com o vizinho Crystal Palace, com ambos passando a utilizar o estádio deste, o Selhurst Park, enquanto o Plough seria utilizado pelas categorias inferiores dos dois clubes. Em 1998, o clube havia conseguido dispor três jogadores para a Copa do Mundo daquele ano: o escocês Neil Sullivan e os jamaicanos Marcus Gayle e Robbie Earle. Outros dois jogaram a Copa do Mundo de 2002 enquanto eram jogadores do Wimbledon: os irlandeses Kenny Cunningham e David Connolly. Curiosamente, à exceção de Cunningham, os demais eram ingleses com origens nas terras que defenderam.
Em 2002, a diretoria resolveu sedimentar os planos para um estádio próprio que atendesse as recomendações, conseguindo a permissão para deslocar o clube para a cidade de Milton Keynes. A autorização veio com a condição de que o o Wimbledon FC seria virtualmente extinto para que a equipe de Milton Keynes tomasse seu lugar na divisão em que se encontrava - com isso, o novo clube teria de renegar o passado como Wimbledon.
A mudança foi extremamente impopular entre os torcedores do Wimbledon. Os mais exaltados fundaram naquele mesmo ano o Association Football Club Wimbledon. Em setembro de 2003, o antigo Wimbledon FC completou sua mudança, e em junho de 2004 tornou-se o Milton Keynes Dons Football Club - o Dons no nome era o apelido tradicional do Wimbledon FC. Curiosamente, a mudança poderia ter ocorrido antes, e para outro país: na década de 1990, os diretores pediram autorização para mandar seus jogos em Dublin, capital da República da Irlanda, com o objetivo de atrair fãs irlandeses que torciam por times ingleses, no que foi negado pela FA.
O ato dos fundadores do AFC Wimbledon inspirou torcedores do Manchester United descontentes com a venda do clube a também fundarem uma equipe nova, o United of Manchester.

## Galeria de imagens

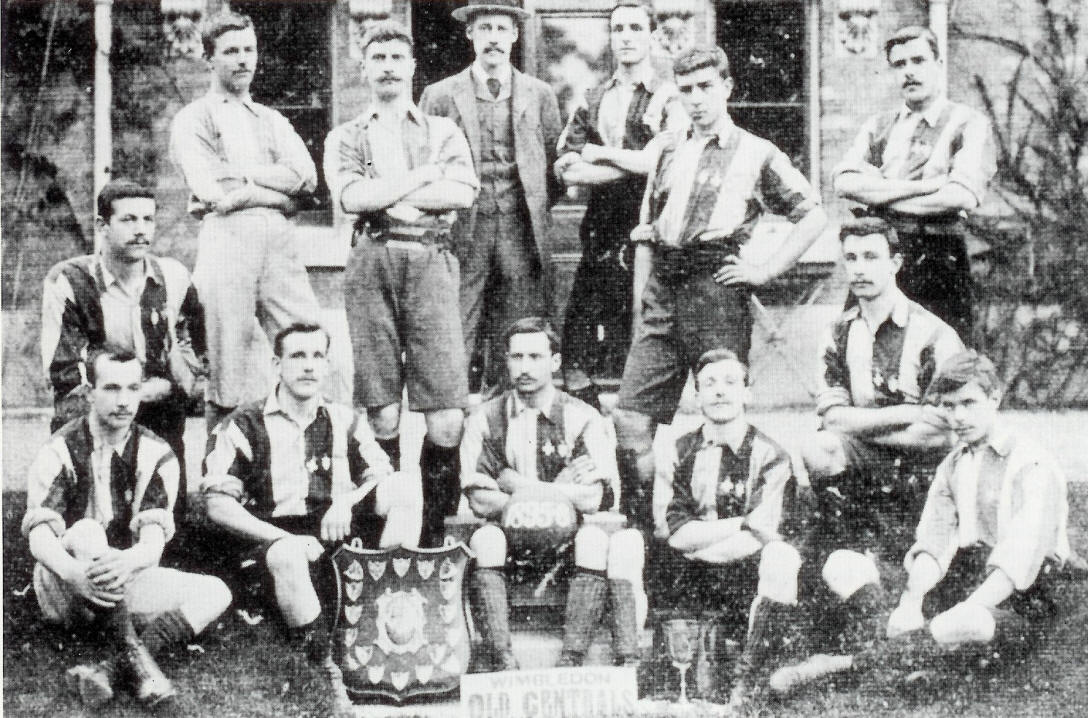
O time, ainda como Wimbledon Old Central FC, na temporada 1895-96.
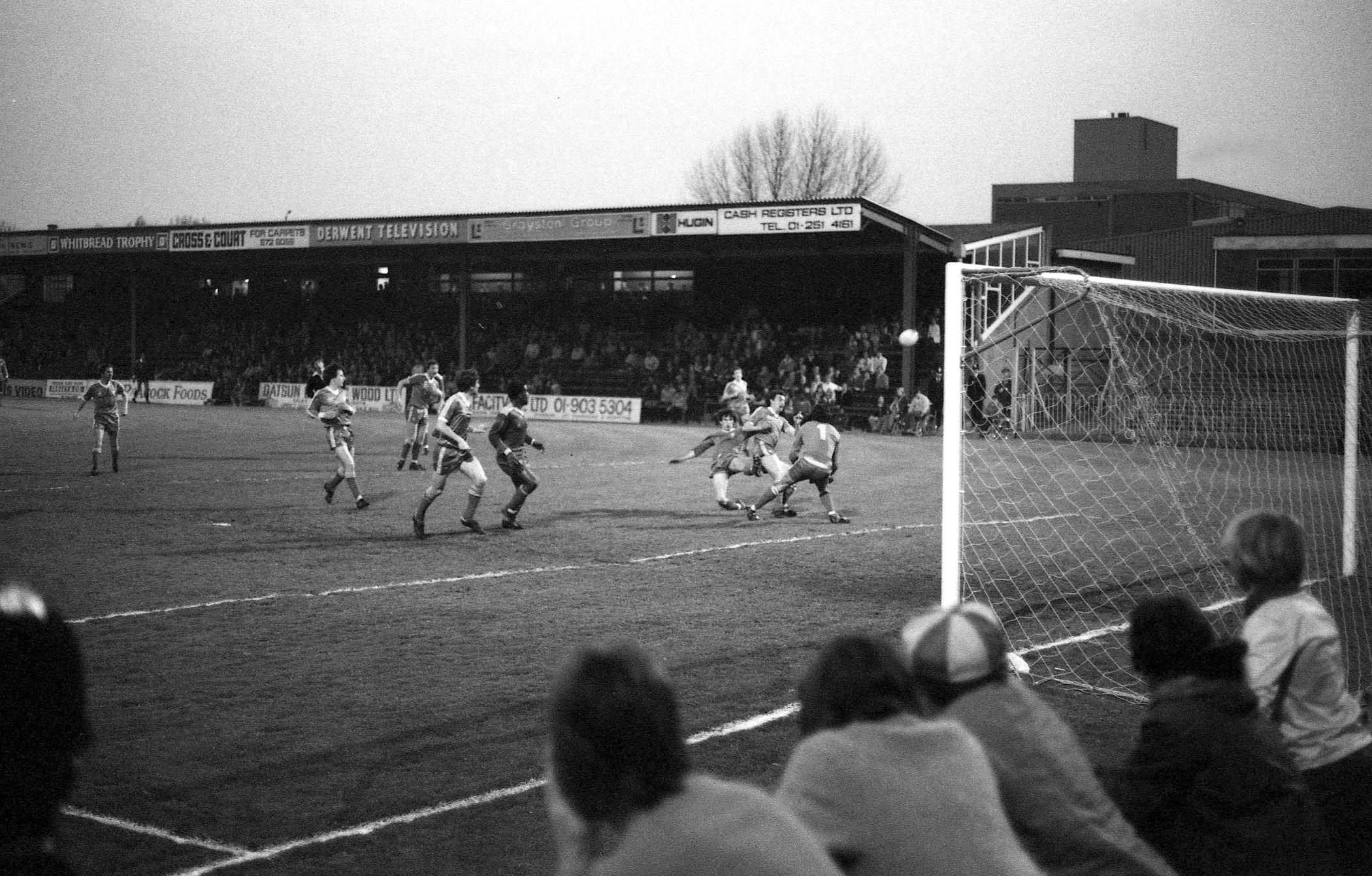
Jogo entre Wimbledon e Oxford United na antiga terceira divisão inglesa na temporada 1981-82.
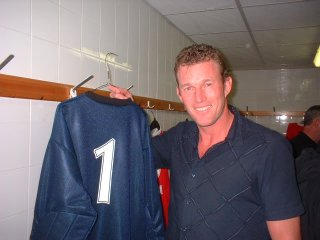
Dave Beasant, goleiro e capitão do Wimbledon na histórica conquista da FA Cup em 1989. Foto tirada em 2003, quando ele ainda estava em atividade.
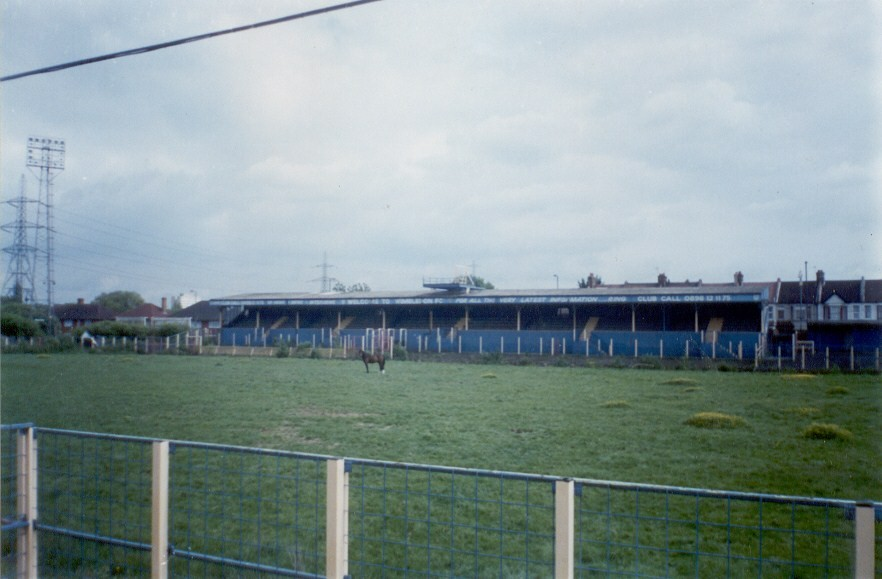
O Plough Lane, estádio usado entre 1959 e 1984.